# Emerus
Emerus (auch Evermus) war um 490 Bischof von Trier.
Über ihn ist kaum etwas bekannt. Im Prümer Bischofskatalog fehlt der Name Emerus. Daraus hat man in der älteren Forschung gefolgert, dass Emerus und Marus ein und dieselbe Person war. Heute geht man von zwei verschiedenen Personen aus.
Das rasche Folge von Namen Ende des 5. und Anfang des 6. Jahrhunderts lässt auf unruhige Zeiten in der Umbruchphase von der römischen zur fränkischen Herrschaft im Raum Trier schließen. Sicher dürfte sein, dass Emerus wie auch seine unmittelbaren Nachfolger vor dem Tod König Chlodwigs (511) amtierte. Die geringe Zahl der Quellen spricht für eine Isolation der christlichen Gemeinde in Trier. Zeitweise hat man daraus sogar eine Unterbrechung der christlichen Tradition geschlossen.